# Xã Akron, Michigan
Xã Akron (tiếng Anh: Akron Township) là một xã thuộc quận Tuscola, tiểu bang Michigan, Hoa Kỳ. Năm 2010, dân số của xã này là 1.503 người.